# 8e corps d'armée (Confédération germanique)
Pour les articles homonymes, voir 8e corps d'armée.
Le 8e corps d'armée est un corps mixte de l'armée de la Confédération germanique, formé des contingents du Wurtemberg, du Bade et de la Hesse. Jusqu'en 1830, les contingents de Hohenzollern-Sigmaringen, Hohenzollern-Hechingen et Liechtenstein appartenaient également au corps.

## Organisation
Le corps ne doit se réunir que lorsqu'il est mobilisé. En temps de paix, aucune unité spécifique ne lui est assignée, seuls les effectifs des contingents individuels sont fixés.
Les commandants des corps mixtes doivent être nommés selon un accord entre les États concernés. Les États individuels nomment également les commandants des unités subordonnées.
La fragmentation de l'armée fédérale n'épargne pas non plus ce corps. Il n'y a pas de réglementation uniforme, les désignations du grade diffèrent tout autant que "les réglementations sur les promotions, les salaires et traitements, les taux de subsistance, les normes d'opérations de service général et le traitement de la justice militaire, ainsi que la durée du service et le système de remplacement. ... en 1859, le signal d'attaque du Wurtemberg est toujours le même que le signal de retraite de Bade". Seulement au 8e corps d'armée, des accords ont été passés pour introduire le même calibre et des manœuvres communes.

### Structure
Le corps se compose de deux divisions de deux brigades chacune avec deux régiments.

### Force
Les forces des contingents doivent être de :
| États           | Total    | Infanterie | Cavalerie | Artillerie |
| --------------- | -------- | ---------- | --------- | ---------- |
| Wurtemberg      | 0 13 955 | 0 826      | 0 1 994   | 0 1 145    |
| Bade            | 0 10 000 | 0 7 751    | 0 1 429   | 0 820      |
| Hesse-Darmstadt | 0 6 195  | 0 4 820    | 0 885     | 0 508      |

Jusqu'en 1830, il comprenait
| États                    | Troupes      | Total | Infanterie |
| ------------------------ | ------------ | ----- | ---------- |
| Hohenzollern-Sigmaringen | 2 compagnies | 0 356 | 0 356      |
| Hohenzollern-Hechingen   | 1 compagnie  | 0 155 | 0 155      |
| Liechtenstein            | 1 peloton    | 0 55  | 0 55       |

## Participation aux guerres
Dans la première guerre de Schleswig et dans la lutte contre la révolution de Bade, ce n'est pas le corps entier mais seulement les unités individuelles des États fournissant le contingent qui sont déployés (corps Neckar (de)).
Les mobilisations à l'occasion de la guerre de Crimée en 1855 et surtout celle de la campagne d'Italie en 1859 se révèlent catastrophiques. "Si le quartier général du 8e corps d'armée à Stuttgart fait déjà preuve de l'amateurisme le plus affligeant, c'est encore plus vrai pour la troupe, dont le nombre de gradés formés ou même utilisables est très faible. L'armée mobilisée se présente comme un désordre rouillé. Bien qu'elle ait dû consacrer un quart d'année à la mobilisation au lieu des quatre semaines exigées par la Confédération, elle n'est que partiellement prête à la guerre.

### Guerre austro-prussienne de 1866
Pendant la guerre austro-prussienne, le corps participe à la campagne du Main. En 1866, la nomination du commandant en chef du 8e corps d'armée a déjà provoqué des conflits entre les alliés. Tant le prince Guillaume de Bade (le frère cadet du grand-duc Frédéric) et le prince Frédéric de Wurtemberg (un cousin du roi de Wurtemberg) se portent candidats au commandement. L'Autriche souhaite cependant occuper le poste avec un de ses propres partisans et impose aux alliés le Feldmarschalleutnant Alexandre de Hesse-Darmstadt, qui est au service de l'Autriche et qui est finalement accepté par nécessité après que l'Autriche l'a libéré du serment d'allégeance autrichien. La nomination est ensuite faite le 14 juin 1866 par le roi Charles Ier de Wurtemberg, à qui revient formellement le droit de nomination par rotation. Alexander reçoit sa nomination le 16 juin et prête serment le 18 juin à Darmstadt en juin. Selon ses propres mots, il a accepté le commandement "avec très peu d'espoir et seulement à contrecœur...". Le chef d'état-major général est le lieutenant-général Fidel von Baur-Breitenfeld du Wurtemberg. Le corps d'armée n'est au complet que le 9 juillet (soit environ une semaine après la bataille décisive de Sadowa) complet. . Après l'attribution au 8e Corps des troupes de l'électorat de Hesse, du duché de Nassau, et d'une brigade autrichienne, des formations de six États souverains sont réunies dans cette grande unité. Dès le 9 août - après une campagne ratée et perdue - Alexander démissionne de son commandement et se voit contraint de publier son journal de campagne afin de se défendre contre les multiples attaques liées à sa gestion du commandement. Le corps doit former, avec le 7e corps d'armée de la Confédération, entièrement constitué par l'armée bavaroise, l'armée ouest-allemande. Celle-ci est placée depuis le 28 juin 1866 sous le commandement suprême du prince Charles de Bavière, déjà âgé de 71 ans. Le chef d'état-major général est Ludwig von der Tann-Rathsamhausen - un opposant à la guerre civile allemande.
Le 1er juin 1866, les représentants militaires des puissances centrales du sud de l'Allemagne se réunissent à Munich. Le Bade, le Wurtemberg et la Hesse-Darmstadt promettent environ 45 000 hommes pour la campagne - en réalité, seuls 35 000 hommes environ sont mobilisés par la suite par ces États fédéraux, et ce début août au lieu de la mi-juin. Après la bataille de Sadowa, il y a un manque total de volonté d'agir en tant qu'unité, de sorte que la campagne du Main est perdue dès le début et les batailles de Frohnhofen, Aschaffenburg, Hundheim, Tauberbischofsheim, Werbach et Gerchsheim ne sont plus qu'une musique d'accompagnement pour les efforts déjà entrepris de toutes parts en vue d'un armistice, chacune des puissances centrales ne poursuivant que ses propres intérêts.
Néanmoins, les pertes du corps totalisent 402 morts, 1 439 blessés, 118 prisonniers et 2 444 disparus, bien que le nombre de disparus puisse également inclure un plus grand nombre de morts.

Ordre de bataille du 8e corps d'armée fédéral dans une représentation contemporaine:

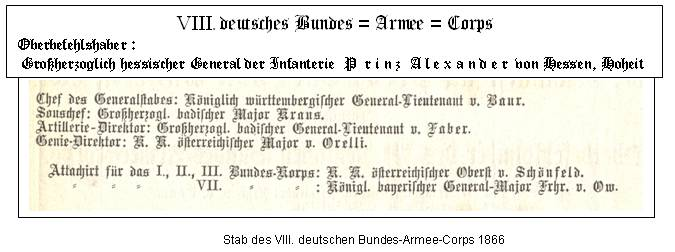
État-major du 8e corps d'armée fédéral 1866
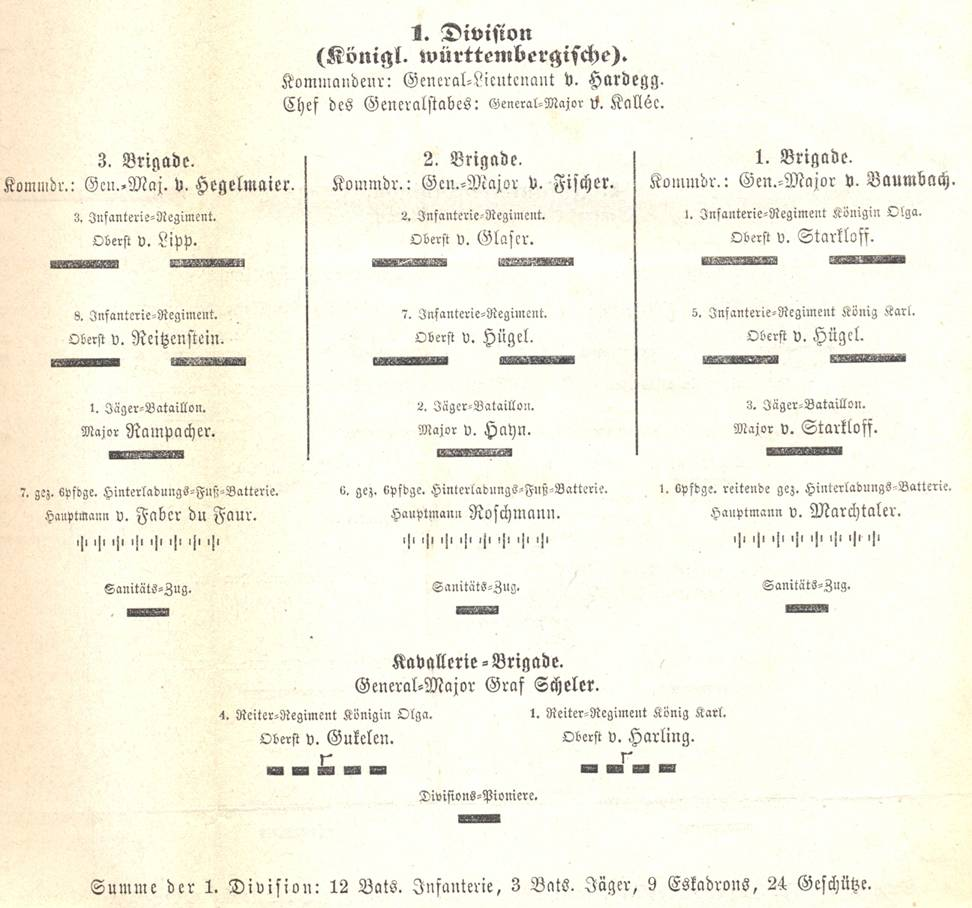
1re division (wurtembergeoise) du 8e corps d'armée fédéral 1866
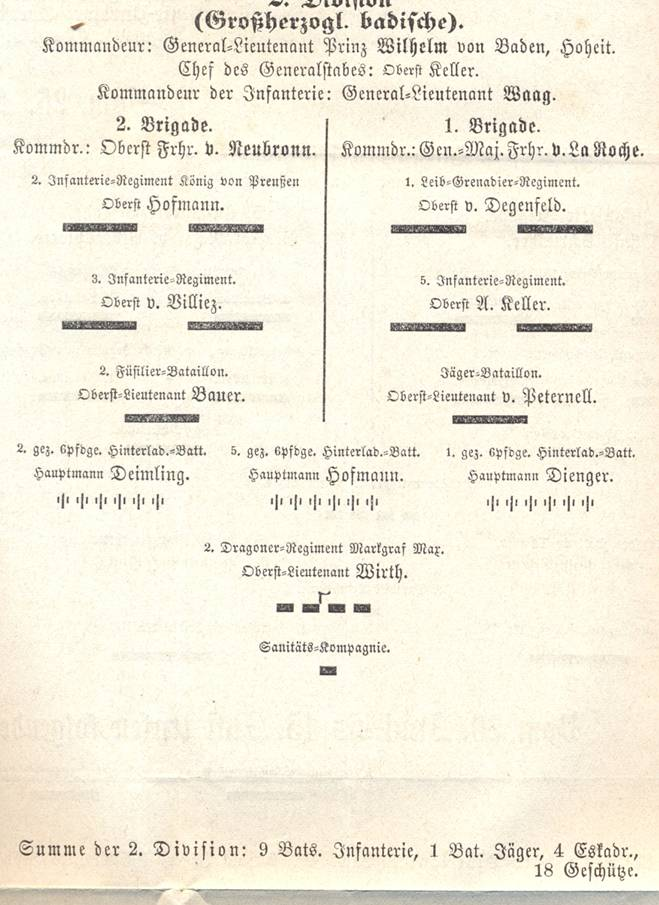
2e division (badoise) du 8e corps d'armée fédéral 1866
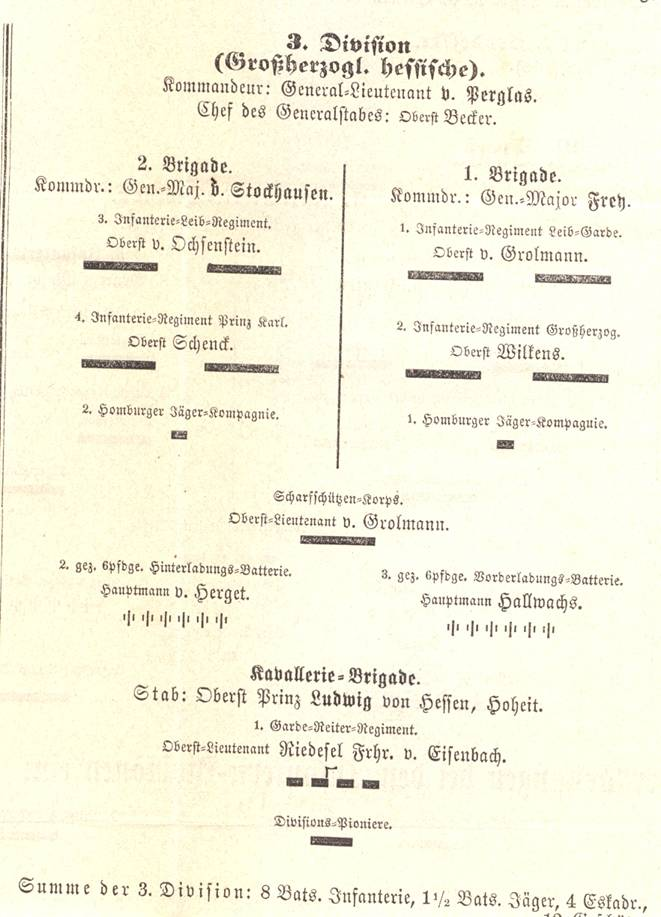
3e division (hessoise) du 8e corps d'armée fédéral 1866
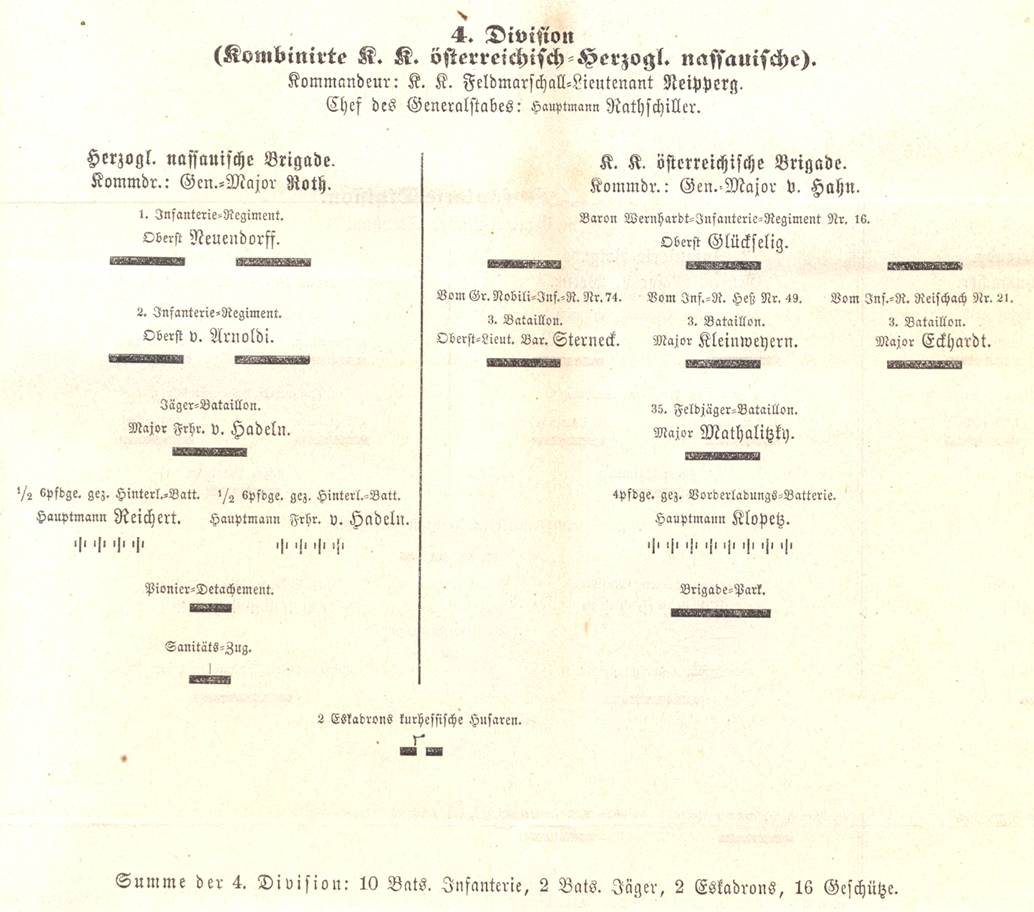
4e division (combinée) du 8e corps d'armée fédéral 1866
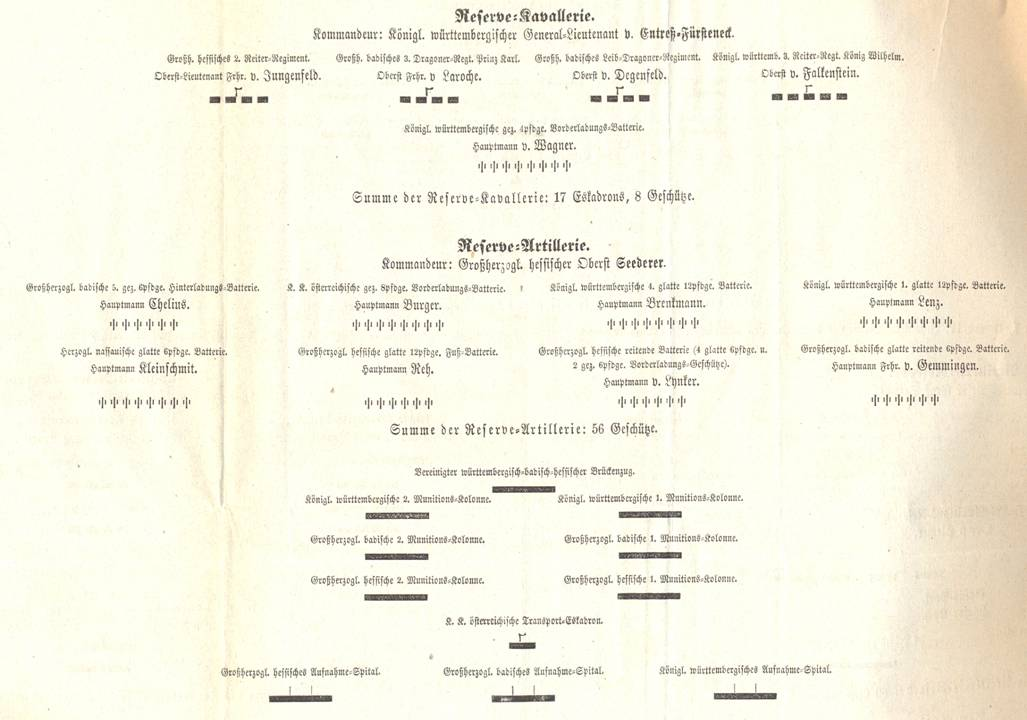
Cavalerie de réserve et artillerie de réserve dans le 8e corps d'armée fédéral 1866